# ルイス・ブスカペ
ルイス・ブスカペ（Luis Buscapé、1982年3月19日 - ）は、ブラジルの男性総合格闘家。リオデジャネイロ州出身。ブラックジリアンズ所属。ブラジリアン柔術黒帯。
「ブスカペ」（ポルトガル語でねずみ花火の意）の異名の通り、フットワークとグラウンドテクニックで相手を翻弄する。

## 来歴
2000年5月27日、World Vale Tudo Championship 10にて総合格闘家デビュー。
2003年9月5日、修斗で八隅孝平と対戦し、3-0の判定勝ち。この時のリングネームはルイス・ブスカペ・ジュニオールであった。
2004年7月19日、リングネームをルイス・ブスカペとし、PRIDEに初参戦。PRIDE 武士道 -其の四-で阿部裕幸と対戦し、肩固めで一本勝ち。
2004年10月14日、PRIDE 武士道 -其の伍-で今成正和と対戦し、判定勝ち。
今成戦後、所属していたルタ・リーブリ系チームのウニベルソ・アトレチコ・ファイト・チームが解散、ミルトン・ヴィエイラらとともにブラジリアン・トップチームへ移籍した。
2005年4月3日、PRIDE 武士道 -其の六-でルイス・アゼレードに判定負け。
2005年7月17日、PRIDE 武士道 -其の八-で川尻達也と対戦し、判定負け。
2006年11月5日、PRIDE 武士道 -其の十三-で帯谷信弘と対戦し、判定勝ち。
2008年3月15日、DREAM.1のライト級グランプリ1回戦で宮田和幸と対戦し、チョークスリーパーで一本勝ち。5月11日、DREAM.3のライト級グランプリ2回戦で川尻達也と再戦し、判定負け。
2012年、ブラックジリアンズに移籍した。
2016年12月31日、WSOF34の世界ライト級タイトルマッチでジャスティン・ゲイジーと対戦し、ドクターストップでTKO負けを喫し王座獲得に失敗した。

## 戦績
| 総合格闘技 戦績 | 総合格闘技 戦績 | 総合格闘技 戦績 | 総合格闘技 戦績 | 総合格闘技 戦績 | 総合格闘技 戦績 | 総合格闘技 戦績 |
| --------------- | --------------- | --------------- | --------------- | --------------- | --------------- | --------------- |
| 19 試合         | (T)KO           | 一本            | 判定            | その他          | 引き分け        | 無効試合        |
| 13 勝           | 1               | 6               | 6               | 0               | 0               | 0               |
| 6 敗            | 1               | 1               | 4               | 0               | 0               | 0               |

| 勝敗 | 対戦相手                 | 試合結果                         | 大会名                                                                | 開催年月日     |
| ×    | ジャスティン・ゲイジー   | 3R終了時 TKO（ドクターストップ） | WSOF 34: Gaethje vs. Firmino 【WSOF世界ライト級タイトルマッチ】       | 2016年12月31日 |
| ×    | フランシスコ・トリナウド | 1R 2:03 膝十字固め               | Bitetti Combat 6                                                      | 2010年2月25日  |
| ○    | ライアン・ヒーリー       | 5分3R終了 判定3-0                | Shine Fights 2: ATT vs. The World                                     | 2009年9月4日   |
| ×    | 川尻達也                 | 2R（10分/5分）終了 判定0-3       | DREAM.3 ライト級グランプリ2008 2nd ROUND 【ライト級グランプリ 2回戦】 | 2008年5月11日  |
| ○    | 宮田和幸                 | 1R 7:37 チョークスリーパー       | DREAM.1 ライト級グランプリ2008 開幕戦 【ライト級グランプリ 1回戦】    | 2008年3月15日  |
| ○    | 帯谷信弘                 | 2R（10分/5分）終了 判定3-0       | PRIDE 武士道 -其の十三-                                               | 2006年11月5日  |
| ×    | 川尻達也                 | 2R（10分/5分）終了 判定0-3       | PRIDE 武士道 -其の八-                                                 | 2005年7月17日  |
| ×    | ルイス・アゼレード       | 2R（10分/5分）終了 判定1-2       | PRIDE 武士道 -其の六-                                                 | 2005年4月3日   |
| ○    | 今成正和                 | 2R（10分/5分）終了 判定3-0       | PRIDE 武士道 -其の伍-                                                 | 2004年10月14日 |
| ○    | 阿部裕幸                 | 1R 2:52 肩固め                   | PRIDE 武士道 -其の四-                                                 | 2004年7月19日  |
| ○    | ラフロス・ラロス         | 1R 0:36 腕ひしぎ十字固め         | Shooto Switzerland 1                                                  | 2004年2月26日  |
| ○    | デヴァニル・マルケス     | 1R 1:10 ギブアップ（パンチ連打） | Conquista Fight 1                                                     | 2003年12月20日 |
| ○    | 八隅孝平                 | 5分3R終了 判定3-0                | 修斗                                                                  | 2003年9月5日   |
| ○    | トム・カーク             | 2R 1:59 腕ひしぎ十字固め         | Shooto Americas: Midwest Fighting                                     | 2003年5月21日  |
| ○    | ムサイル・アライディノフ | 15分1R終了 判定3-0               | M-1 MFC: Russia vs. The World 5 【M-1 MFCライト級タイトルマッチ】     | 2003年4月6日   |
| ○    | セルゲイ・ヴィチコフ     | 2R 2:38 TKO（パンチ連打）        | M-1 MFC: Russia vs. The World 3                                       | 2002年4月26日  |
| ×    | エリ・ソアレス           | 30分1R終了 判定                  | World Vale Tudo Championship 10 【決勝】                              | 2000年5月27日  |
| ○    | セルゲイ・ヴィチコフ     | 14分2R終了 判定3-0               | World Vale Tudo Championship 10 【準決勝】                            | 2000年5月27日  |
| ○    | レジナルド・サンタナ     | 1R 3:29 ギブアップ               | World Vale Tudo Championship 10 【1回戦】                             | 2000年5月27日  |

## 獲得タイトル
- M-1 MFCライト級王座（2003年）
- CFAライト級王座（2013年）